# Ichthyophis atricollaris
Ichthyophis atricollaris es una especie de anfibio gimnofión de la familia Ichthyophiidae.
Es endémica de Sarawak, uno de los dos estados pertenecientes a Malasia pero situados en la isla de Borneo. 
Se ha hallado solamente en Boven, en el río Mahakam (Sarawak).
Se considera que habita en bosque tropical húmedo, que los adultos llevan vida subterránea, que es una especie ovípara que hace la puesta en tierra y que las larvas son acuáticas.